# North Island (Southland)
North Island ist eine Insel ostnordöstlich von Stewart Island und südlich der Südinsel von Neuseeland.

## Geographie
Die Insel gehört zu einer der fünf Inselgruppen gleichen Namens, die mit Titi/Muttonbird Islands bezeichnet werden. Sie befindet sich in einer Entfernung von rund 8,6 km ostnordöstlich von Stewart Island in der Nachbarschaft von Motunui/Edwards Island, die rund 1,75 km südwestlich zu finden ist und Womens Island, die rund 410 m südöstlich liegt. Nordnordöstlich, in einem Abstand von rund 130 m befindet sich noch die kleine Insel Zero Rock.
North Island, rund 6,1 Hektar groß, erstreckt sich über eine Länge von rund 610 m in Nordwest-Südost-Richtung und eine maximale Breite von rund 180 m in Südwest-Nordost-Richtung. Die höchste Erhebung mit 36 m befindet sich im mittleren Teil der Insel.
Die Insel ist außer dem nordöstlichen bis östlichen Küstenstreifen gänzlich bewachsen.